# Bolitoglossa spongai
Bolitoglossa spongai är en groddjursart som beskrevs av Barrio-Amorós och Oswaldo Fuentes-Ramos 1999. Bolitoglossa spongai ingår i släktet Bolitoglossa och familjen lunglösa salamandrar. IUCN kategoriserar arten globalt som starkt hotad. Inga underarter finns listade.